# Philip Parkin
Philip Parkin (Doncaster, Engeland, 12 december 1961) is een golfprofessional uit Wales
Parkin groeide op in Newton, Powys, in oostelijk Wales. Daarna ging hij naar de A&M Universiteit in Texas.

## Amateur
Philip Parkin werd buiten het Verenigd Koninkrijk bekend door het winnen van het Brits amateurkampioenschap in 1983. Als winnaar hiervan werd hij uitgenodigd de US Masters te spelen.

#### Gewonnen
- 1982: Brits Kampioenschap Junioren
- 1983: Brits amateurkampioenschap

#### Teams
- 1983: Walker Cup

## Professional
Parkin werd in 1984 na het spelen van de Masters professional en kwam direct op de Europese PGA Tour waar hij tien jaar gespeeld heeft. Dat jaar eindigde hij, ondanks zijn late start, als 69ste op de Order of Merit en ontving de Henry Cotton Rookie of the Year Award. Na nog twee goede seizoenen in Europa wilde hij naar de Amerikaanse PGA Tour. Eind 1986 werd hij derde op de Amerikaanse tourschool. Na een seizoen in Amerika stond hij buiten de top-200 en keerde terug naar de Europese Tour.
In 1992 werd hij bij het Italiaans Open gediskwalificeerd omdat hij te veel golfclubs in zijn tas had: de putter van zijn zoontje zat nog onderin zijn tas. Hij merkte het pas na de eerste ronde, maar rapporteerde het alsnog.
In 2001 gebeurde iets dergelijks bij zijn landgenoot Ian Woosnam, die bij de laatste ronde van het Brits Open als leider startte. Zijn caddie ontdekte op de tweede tee dat er twee drivers in de tas zaten, en Woosnam dus meer dan 14 clubs in de tas had. Het kostte twee strafslagen en misschien ook de overwinning.
Parking heeft 47 keer in een nationaal team gespeeld, w.o. 2x in de World Cup en 5x in de Dunhill Cup.
Parkin stopte in 1994 met competitief spelen omdat hij last kreeg van zijn ogen. Hij ging lesgeven op een drivingrange en trad regelmatig op als commentator en analist op SKY-televisie. Hij is nu een van de coaches van David Leadbetter, en zorgde er in 2006 voor dat de toen 15-jarige Carly Booth bij Leadbetter in Florida een golfbeurs kreeg. 

#### Teams
- World Cup: 1984, 1989
- Alfred Dunhill Cup: 5x